# Wasserkraftwerk Rosana
Das Wasserkraftwerk Rosana (portugiesisch Usina Hidrelétrica de Rosana bzw. UHE Rosana) ist ein Wasserkraftwerk am Rio Paranapanema in Brasilien. Es liegt am Unterlauf des Flusses etwa 15 km oberhalb seiner Mündung in den Rio Paraná. Der Fluss wird hier zum Rosana-Stausee (port. Represa Rosana) aufgestaut. Das Kraftwerk liegt auf der Grenze zwischen den Gemeinden Rosana im Staat São Paulo und Diamante do Norte im Staat Paraná.
Mit dem Bau des Kraftwerks wurde im Juli 1980 begonnen. Es wurde am 11. Juni 1986 mit der ersten der insgesamt vier Turbinen in Betrieb genommen. Die restlichen drei Einheiten wurden 1996 fertiggestellt. Das Kraftwerk ist im Mehrheitsbesitz von CTG (China Three Gorges).

## Absperrbauwerk
Das Absperrbauwerk besteht aus einer Betonstaumauer mit einer maximalen Höhe von 56 m. Die Dammkrone liegt auf einer Höhe von 258 m über dem Meeresspiegel.
Die Wehranlage mit der Hochwasserentlastung befindet sich auf der linken Flussseite im Staat Paraná.
Die Fallhöhe beträgt bei einem Stauziel von 256 m Meereshöhe 17 m. Das Unterwasser liegt auf 239 m Höhe.

## Stausee
Bei normalem Stauziel von 256 m erstreckt sich der Stausee über eine Fläche von rund 218 km² bis zur nächsten Talsperre Taquaruçu.

## Kraftwerk
Das Kraftwerk Rosana verfügt mit vier Kaplan-Turbinen über eine installierte Leistung von 354 MW. Die erste Turbine wurde 1987 in Betrieb genommen, die letzte 1996.
Betreiber und Mehrheitseigentümer (63 %) ist seit 2016 die CTG Brasil. In diesem Jahr hat die CTG die US-amerikanische Duke Energy übernommen, die das Kraftwerk erbaut hatte. Die Konzession für den Betrieb des Kraftwerks ist bis zum 15. April 2032 befristet.